# The End of Heartache
The End of Heartache é o terceiro álbum de estúdio da banda norte-americana de metalcore Killswitch Engage, lançado em 2004. Este é o primeiro álbum da banda com Howard Jones nos vocais, substituindo Jesse Leach. Este também é o primeiro álbum com o baterista Justin Foley, substituindo Tom Gomes.
A produção ficou a cargo do guitarrista da banda, Adam Dutkiewicz, e a mixagem/masterização com Andy Sneap, conhecido por seu trabalho com bandas como Arch Enemy, Exodus, Testament, Megadeth, entre outras, também participou gravando guitarras adicionais na faixa "The End of Heartache".

## Recepção
Aclamado pelos fãs e pela crítica especializada, este álbum tem sido classificado como um dos melhores e mais influentes da cena metalcore norte americana.
The End of Heartache foi certificado ouro em 07 de Dezembro de 2007 pela RIAA.
| Críticas profissionais | Críticas profissionais |
| Avaliações da crítica  | Avaliações da crítica  |
| Fonte                  | Avaliação              |
| ---------------------- | ---------------------- |
| allmusic               | link                   |
| Rolling Stone          | link                   |
| ARTISTdirect           | link                   |
| Blabbermouth.net       | link                   |

## Faixas
1. "A Bid Farewell" - 03:55
2. "Take This Oath" - 03:46
3. "When Darkness Falls" - 04:02
4. "Rose of Sharyn" - 03:36
5. "Inhale" - 01:15
6. "Breathe Life" - 03:18
7. "The End of Heartache" - 04:58
8. "Declaration" - 03:01
9. "World Ablaze" - 05:00
10. "And Embers Rise" - 01:11
11. "Wasted Sacrifice" - 04:18
12. "Hope is..." - 04:21

### Edição Especial
1. "Irreversal" (Re-recorded Version) - 03:49
2. "My Life for Yours" - 03:34
3. "The End of Heartache" (Resident Evil Version) - 04:05
4. "Life to Lifeless" (Live) - 03:22
5. "Fixation on the Darkness" (Live) - 03:40
6. "My Last Serenade" (Live) - 04:00

## Créditos
- Howard Jones - vocal
- Adam Dutkiewicz - guitarra e vocal de apoio
- Joel Stroetzel - guitarra
- Mike D'Antonio - baixo
- Justin Foley - bateria
- Jesse Leach - vocal de apoio (somente em "Take This Oath", "Declaration" e "Irreversal")
- Phil Labonte -vocal de apoio (somente em "Hope Is...", "Declaration" e "Irreversal")
- Andy Sneap - guitarra de apoio (somente em "The End of Heartache")